# Медведев, Евгений Николаевич
Евгений Николаевич Медведев (род. 12 ноября 1964 года) — российский государственный и политический деятель. Депутат Государственной думы Федерального собрания Российской Федерации IV и V созывов.

## Биография
Евгений Медведев окончил Серпуховское высшее командно-инженерное училище им. Ленинского комсомола и Санкт-Петербургский университет МВД России. Кандидат юридических наук.
К 2003 году занимал должность первого заместителя директора некоммерческого партнерства «Инвестиционное агентство Центрального федерального округа». Занимался земельными сделками, владел рядом коммерческих структур.
В 2003 году был избран депутатом Государственной думы IV созыва от избирательного блока «Единство и Отечество — Единая Россия». В Думе входил во фракцию «Единая Россия», был членом комитета по кредитным организациям и финансовым рынкам.
В 2007 году переизбрался в Думу V созыва, был членом комитета ГД по экономической политике и предпринимательству.